# フルハウス (2004年のテレビドラマ)
『フルハウス』（原題：풀하우스）は、韓国KBSで2004年7月14日から9月2日まで放送されたテレビドラマ。全16話。ウォン・スヨンによる漫画が原作で、脚本をミン・ヒョンジョンが書き、ピョ・ミンスが演出した。2000年の連続テレビドラマ『秋の童話』などでヒロインを演じたソン・ヘギョと、2003年の連続テレビドラマ『サンドゥ、学校へ行こう!』に主演した歌手兼俳優のピが主演し、40パーセントを超える視聴率を記録した。

## 登場人物

### 主要人物
ハン・ジウン
演 - ソン・ヘギョ
フルハウスに住み、アルバイトで生活し、恋愛小説家を目指している。
イ・ヨンジェ
演 - ピ
有名な映画俳優。
カン・ヘウォン
演 - ハン・ウンジョン
ファッション・デザイナー。ヨンジェと幼なじみ。
ユ・ミニョク
演 - キム・ソンス
大企業役員。

### ヨンジェの周辺人物
イ博士
演 - チャン・ヨン
ヨンジェの父。医師。
キム女史
演 - ソヌ・ウンスク
ヨンジェの母。イ博士の妻。
ヨンジェの祖母
演 - キム・ジヨン

### ジウンの周辺人物
ヒジン
演 - イ・ヨンウン
ジウンの親友。
ドンウク
演 - カン・ドハン
銀行員。

## 製作
ウォン・スヨンによる漫画を原作にして、脚本をミン・ヒョンジョンが書き、ピョ・ミンスが演出した。当時ピョ・ミンスは脚本家ノ・ヒギョンと組んだ作品で知られていた。音楽はジ・ピョンウォンが担当した。2000年の連続テレビドラマ『秋の童話』などでヒロインを演じたソン・ヘギョと、2003年の連続テレビドラマ『サンドゥ、学校へ行こう!』に主演した歌手兼俳優のピが主演に起用された。
2012年に『フルハウスTAKE2』と題して、設定を変えた新たな連続テレビドラマがファン・ジョンウムとノ・ミヌの主演で製作され放送された。

## 日本での放送
日本テレビで2007年1月15日から5月14日まで毎週月曜15時55分から17時に日本語吹替版が放送された後、CS局の衛星劇場で2007年6月5日から2007年8月21日まで放送された。BS11では全23話で放送された。
日本テレビ版にて吹き替えを担当した声優は以下の通り:
- イ・ヨンジェ: 加瀬康之
- ハン・ジウン: 山田里奈
- カン・ヘウォン: 落合るみ
- ユ・ミニョク: 咲野俊介
- ヤン・ヒジン: 木川絵理子

## フィリピン版ドラマ
フィリピンでリメイクされ、2009年11月30日から2010年2月26日までGMAネットワークで放送された。